# الحياة غير العادية لتريستان سميث (رواية)
الحياة غير العادية لتريستان سميث (بالإنجليزية: The Unusual Life of Tristan Smith)‏ هي رواية للكاتب الأسترالي بيتر كاري، نشرت عام 1984، عن دار نشر يو كيو بي في أستراليا، وفيبر آند فيبر في المملكة المتحدة، وكنوبف في الولايات المتحدة.